# 폴리페르콘
폴리페르콘(고대 그리스어: Πολυπέρχων, 라틴어: Polyperchon, 기원전 394년 – 기원전 303년)은 필리포스 2세와 알렉산더 3세를 보좌한 마케도니아 왕국의 장군이다.

## 알렉산더 대왕의 원정
폴리페르콘은 에피로스의 티파이아 출신의 심미아스의 아들이다. 필리포스 2세와 알렉산더 3세를 보좌하였고, 알렉산더 대왕의 동방원정에서는 전 여정을 같이 했다. 기원전 333년 이소스 전투 이후, 풀리페르콘은 기원전 324년까지 티파니아 팔랑크스 부대의 사령관직을 맡았다.
기원전 323년에 폴리페르콘은 크라테로스의 부관으로 그와 함께 제대 군인을 마케도니아로 귀환시키는 임무를 맡았다.

## 알렉산더의 사후
기원전 323년, 폴리페르콘 일행들이 킬리키아에 이르렀을 때 알렉산더 3세가 갑작스럽게 병사했다. 크라테로스와 폴리페르콘은 라미아 전쟁에서 고전 중인 안티파트로스의 원군으로 그리스를 향해 계속 진군했다.
크라테로스 휘하의 2인자로서, 그는 마케도니아 책임자로서의 역할을 했으며, 안티파트로스가 라미아 전투에서 그리스 반란군을 진압할 수 있도록 도움을 주었다. 폴리페르콘은 멤논이 이끄는 테살리아의 기병대를 물리쳤는데, 당시까지는 실질적으로 불패의 기병으로 알려져 있었다.
제1차 디아도코이 전쟁 이후, 폴리페르콘은 마케도니아에 남았지만, 안티파트로스는 전 제국에 걸쳐 섭정이 되기 위해 소아시아로 여행을 떠났다. 안티파트로스와 크라테로스 등이 페르디카스와 대립했을 때, 폴리페르콘은 안티파트로스와 크라테로스에 의해 그리스와 마케도니아 총독에 임명되어, 후방의 수비를 맡았다.
기원전 319년, 안티파트로스가 병사하면서, 폴리페르콘은 제국의 섭정과 전군 최고사령관에 지명받았다. 그러나 안티파트로스의 아들 카산드로스가 그것을 반대하며 양측은 전쟁 상태에 빠졌다. 그런 분쟁은 다른 디아도코이에게로 번져 안티고노스와 프톨레마이오스와 동맹을 맺은 카산드로스를 대적하기 위해 폴리페르콘은 에우메네스와 동맹을 맺고 그들과 대항했다.
한편 폴리페르콘은 그리스 도시들을 확실하게 지배하는데 성공했고, 그리스 도시들의 자유를 선언했다. 그러나 그의 함대는 기원전 318년에 안티고노스에 의해 격파당했고, 그 해에 카산드로스가 아테네를 손에 넣었다. 곧이어 폴리페르콘은 카산드로스에 의해 마케도니아에서 쫓겨나 에피로스로 달아났다. 그곳에서 알렉산더 대왕의 어머니 올림피아스와 대왕의 왕비 록사네가 어린 아들 알렉산더 4세와 합류했다. 그는 올림피아스와 에피로스의 왕 아이아키데스와의 동맹을 체결했다. 이렇게 힘을 얻게 된 올림피아스는 마케도니아로 진군하였고, 카산드로스로 적대적 관계였던 필리포스 3세와 왕비 에우리디케 2세의 군대를 물리치고 포로로 잡아 처형했다. 그러나 직후 펠로폰네소스반도에서 돌아온 카산드로스에게 패배를 당하며, 기원전 316년에 잡혀 처형당했다. 동시에 카산드로스는 록사네와 알렉산더 4세를 연금했다.
폴리페르콘은 펠로폰네소스로 도망을 가서 카산드로스와 동맹을 파기한 안티고노스와 동맹을 맺고, 코린트와 시키온을 제외한 모든 펠로폰네소스반도를 지배 하에 두었다. 다시 전쟁이 시작되자, 안티고노스는 알렉산더 대왕의 서자 헤라클레스를 카산드로스와 협상 수단으로 폴리페르콘에게 보냈다. 그러나 카산드로스에 매수된 폴리페르콘은 그 소년을 기원전 309년에 살해했다. 그 후, 죽을 때까지 몇 년 동안 펠로폰네소스를 지배했지만, 정치적 측면에서 부가적인 역할을 하지는 못했다.